# Rimska zdravniška kirurgija
Ljudstvo ki je bilo nenehno v vojni, je potrebovalo odlične vojne kirurge. V vojini so si nakopali številne poškodbe in če so se hoteli boriti še naprej, so morali kirurgi vojakom rane oskrbeti.

## Pripomočki kirurgov
- Bronasti in železni skalpeli
- žage
- sonde
- klešče

Vse to je bilo izdelanopo visokih standardih, toda nič od tega ni bilo kaj prida v tolažbo ranjencu, kajti niso poznali anastetikov.

## Anastetiki
Večina rimskih narkotikov ni bila kaj prida. Uporabljali so narkotike iz raznih zelišč. Nekateri so morda res delovali, a noben ni bil kos bolečini, ki jo je ranjenec doživljal ob odprti operaciji rane.